# Бернольд (епископ Страсбурга)
Бернольд (лат. Bernoldus; умер 17 апреля не позднее 840) — епископ Страсбурга (822 — не позднее 840).

## Биография
Бернольд был выходцем из саксонских областей Франкской империи. Его родители принадлежали к местной знати. По повелению Карла Великого Бернольд ещё ребёнком был отнят у родителей и увезён в Райхенауское аббатство, где получил образование и, вероятно, принял постриг. Позднее он был принят в штат служащих императорского двора, возможно, став одним из членов придворной капеллы.
В 822 году Бернольд возглавил Страсбургскую епархию, сменив на епископской кафедре умершего Адалоха. Впервые Бернольд как епископ упоминается в документе от 12 июня 823 года, когда во Франкфурте-на-Майне император Людовик I Благочестивый подтвердил обмен земельными владениями между главой Страсбургской епархии и графом Брейзгау Эрхангером. Возможно, пребывание Бернольда при дворе совпало с торжествами по случаю рождения Карла, младшего сына императора. Также предполагается, что Бернольд мог находиться во Франкфурте-на-Майне ещё с мая того года, когда здесь прошла государственная ассамблея Франкской империи.
Бернольд пользовался особым расположением Людовика I Благочестивого. Поэтому именно ему император поручил надзор за сосланным в Страсбург приближённым короля Пипина I Аквитанского Эрмольдом Нигеллом, обвинённым в оскорблении монарха. Однако, по свидетельству самого Эрмольда, он был радушно принят епископом. Ссыльный не только не был взят под стражу, но и получил разрешение свободно перемещаться по городу, а в 826 году даже посещал Ингельхайм, когда Людовик Благочестивый крестил здесь данов во главе с Харальдом Клаком. В Страсбурге Эрмольд продолжал заниматься литературной деятельностью, написав здесь несколько стихотворений и поэму «Прославление Людовика». В поэтическом послании «К Пипину» поэт написал о эльзасцах, с которыми ему пришлось много общаться во время ссылки: это были люди «жестокие, преисполненные богатства, пренебрегавшие любовью к Богу и говорившие на варварском языке». В сочинениях этого автора также упоминаются и некоторые факты из биографии епископа Бернольда. Предполагается, что не позднее 830 года Эрмольд Нигелл получил прощение и возвратился в Аквитанию.
В июне 829 года Бернольд участвовал в синоде в Майнце. На этом собрании прелатов Франкской империи, прошедшем под председательством архиепископа Отгара Майнцского, было осуждено учение Готшалька из Орбе о предопределении.
Предполагается, что в начале мая 831 года Бернольд присутствовал на государственной ассамблее в Ингельхайме. Вероятно, именно здесь он получил от Людовика I Благочестивого повеление урегулировать спор вокруг аббатства Пфаверс. Вместе с аббатом Готфридом Мюнстерским и графом Ротарием епископ Страсбурга должен был посетить Рецию. Здесь государевы посланцы рассмотрели жалобу епископа Кура Виктора III и двух аббатов на действия графа Родериха, захватившего некоторые из церковных владений, и возвратили прелатам всё незаконно отнятое. Отчёт о поездке Бернольд и его сотоварищи представили Людовику I Благочестивому в Ингельхайме 9 июня. Тремя днями ранее — 6 июня — датирована хартия императора, подтверждавшая все привилегии Страсбургской епархии, которые та получила от Карла Великого. В том числе, уполномоченным епископом персонам дозволялось беспошлинно торговать на всей территории Франкской империи.
Согласно Римберту, вскоре после этого Бернольд вместе с епископом Ратольдом и графом Герольдом ездил в Рим для получения от папы Григория IV разрешения на основание Гамбургской архиепархии. Наместник Святого Престола удовлетворил просьбу императора и назначил Ансгара главой новой архиепархии.
В 832 году Бернольд получил письмо от епископа Констанца Вольфлеоза, в котором тот рекомендовал епископу Страсбурга взять на службу клирика Анно. Это последний современный Бернольду документ, в котором упоминается его имя.
По некоторым данным, в мае 833 года находившийся в Вормсе Людовик I Благочестивый посылал Бернольда к своим восставшим сыновьям с предложениями мира. В пределах Страсбургской епархии находилось и «Красное поле», где 29 июня император был вынужден сдаться Лотарю I, Людовику II Немецкому и Пипину I Аквитанскому.
Точная дата смерти Бернольда не установлена. В средневековых поминальных книгах упоминается только день: 17 апреля. Достоверно известно, что Бернольд должен был скончаться не позднее 840 года. Валафрид Страбон написал посвящённую ему стихотворную эпитафию. В наиболее раннем из списков глав Страсбургской епархии, созданном во второй половине IX века при епископе Ратольде, Бернольд назван «весьма предусмотрительным». Следующим после Бернольда епископом Страсбурга был Уто II.